# ميخائيل كارلسون
ميخائيل كارلسون (بالإنجليزية: Michael Carlson)‏ هو طاهي أمريكي، ولد في 5 يونيو 1974 في شيكاغو في الولايات المتحدة.